# Premio Max Beckmann

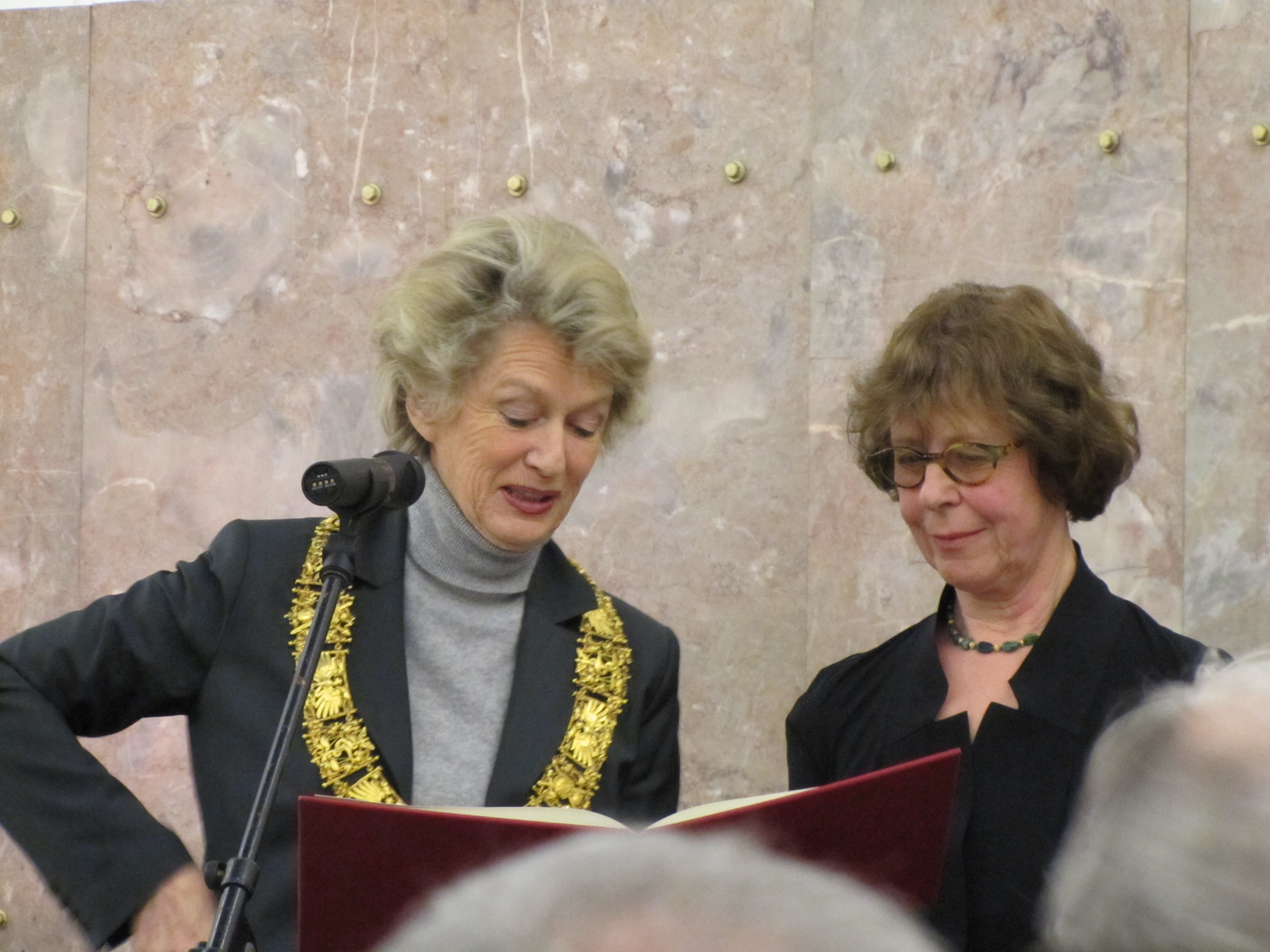
Petra Roth y Barbara Klemm en 2010.

El Premio Max Beckmann se entrega en Fráncfort del Meno desde 1978 a aquellos artistas que han mostrado logros sobresalientes en pintura, grabado, escultura o arquitectura. Se otorga cada tres años y está dotado con 50.000 euros.
El premio está dedicado al artista Max Beckmann que estuvo viviendo en Fráncfort desde 1915 hasta que fue expulsado en 1933 por el régimen nazi. 
Los ganadores en las diferentes ediciones han sido:
- 1978, Richard Oelze, pintor.
- 1981, Arnulf Rainer, pintor.
- 1984, Willem de Kooning, pintor.
- 1987, Erwin Heerich y Walter Pichler, escultores.
- 1990, Bruce Nauman, vídeoartista.
- 1993, Ilya Kabakov, pintor y  artista multimedia.
- 1996, Jacques Herzog y Pierre de Meuron, arquitectos.
- 2001, Harald Szeemann, comisario de exposiciones.
- 2004, Maria Lassnig, pintora.
- 2007, Richard Hamilton, artista gráfico.[2]
- 2010, Barbara Klemm, fotógrafa.[3]
- 2013, Otto Piene, artista.[4]
- 2016, Agnès Varda, directora de cine.[5]